# Micraxylia
Micraxylia is een geslacht van vlinders van de familie Uilen (Noctuidae), uit de onderfamilie Noctuinae.

## Soorten
- M. annulus Berio, 1972
- M. antemedialis Laporte, 1975
- M. delicatula (Berio, 1939)
- M. distalis Berio, 1962
- M. gigas Berio, 1972
- M. hypericoides Berio, 1962
- M. nyei Berio, 1964
- M. transfixa Berio, 1962
- M. varians Berio, 1972